# Vito Sanz
Vito Sanz (Huesca, 1982) es un actor y guionista español.

## Trayectoria
Estudió interpretación en Buenos Aires con Fernando Piernas y en el Colegio del Teatro de Barcelona. Debutó en el cine con la película Los ilusos de Jonás Trueba, director con el que ha colaborado en multitud de ocasiones desde entonces. Por su papel en Volveréis de Jonás Trueba recibió una nominación al Premio Goya a la mejor interpretación masculina protagonista.

## Filmografía

### Cine
| Año  | Título                          | Director               | Personaje          |
| ---- | ------------------------------- | ---------------------- | ------------------ |
| 2013 | Los ilusos                      | Jonás Trueba           | Bruno              |
| 2015 | Los exiliados románticos        | Jonás Trueba           | Vito               |
| 2016 | Esa sensación                   | Juan Cavestany         |                    |
| 2016 | María (y los demás)             | Nely Reguera           | Toni               |
| 2016 | La reina de España              | Fernando Trueba        | Ayudante de cámara |
| 2018 | Las leyes de la termodinámica   | Mateo Gil              | Manel              |
| 2018 | Hacerse mayor y otros problemas | Clara Martínez-Lázaro  | Martín             |
| 2018 | Casi 40                         | David Trueba           | Camarero           |
| 2018 | Miamor perdido                  | Emilio Martínez-Lázaro | Ernesto            |
| 2019 | La virgen de agosto             | Jonás Trueba           | Agos               |
| 2020 | A este lado del mundo           | David Trueba           | Alberto            |
| 2022 | Una película póstuma            | Sigfrid Monleón        |                    |
| 2022 | Tenéis que venir a verla        | Jonás Trueba           | Daniel             |
| 2022 | La Fortaleza                    | Chiqui Carabante       | Eduardo            |
| 2024 | Disco, Ibiza, Locomía           | Kike Maíllo            | Manuel Gil         |
| 2024 | Volveréis                       | Jonás Trueba           | Álex               |
| 2024 | Miocardio                       | José Manuel Carrasco   | Pablo              |
| 2025 | Pequeños calvarios              | Javier Polo Gandía     | Vicent             |

### Televisión
| Año       | Título                   | Personaje          | Notas                 |
| --------- | ------------------------ | ------------------ | --------------------- |
| 2013      | Miguel Abrantes          | Vito Coura         | Miniserie, 1 episodio |
| 2019      | 45 revoluciones          | Ignacio            | 12 episodios          |
| 2017-2020 | Vergüenza                | Óscar              | 21 episodios          |
| 2020      | El Ministerio del Tiempo | Marido de Carolina | 1 episodio            |
| 2020      | Los favoritos de Midas   | Tucho              | 5 episodios           |
| 2023      | Camilo Superstar         | Nacho Artime       | 4 episodios           |

## Premios y nominaciones
Premios Goya
| Año  | Categoría                               | Producción | Resultado |
| ---- | --------------------------------------- | ---------- | --------- |
| 2024 | Premio Goya al mejor actor protagonista | Volveréis  | Nominado  |

Premios Simón
| Año  | Categoría   | Producción | Resultado |
| ---- | ----------- | ---------- | --------- |
| 2024 | Mejor actor | Volveréis  | Nominado  |